# نایتروکس

## کاربرد

سیلندرهای نایتروکس با علامتهای مشخص کننده.

گاز مورد استفاده در غواصی همین هوای معمولی می‌باشد که به‌ صورت فشرده‌شده داخل سیلندر قرارگرفته است . هوا متشکل از حدود 79 % نیتروژن و 21 % اکسیژن است. هوای غنی‌شده شامل درصد اکسیژن بالاتری از 21 %  می‌باشد
به هر مخلوطی که گاز نیتروژن و اکسیژن اجزای اصلی تشکیل‌دهنده آن باشد نایتروکس گفته می‌شود .
به مخلوطی که بیش از این دو گاز در آن باشد نایتروکس گفته نمی‌شود .
هوای غنی‌شده به‌ صورت مختصر EANx و به دنبال آن درصد میزان اکسیژن نوشته می‌شود
به‌ عنوان‌ مثال EANx36  شامل 36 % اکسیژن و 64 % نیتروژن می‌باشد که همچنین نایتروکس 36 نیز گفته می‌شود
هدف اولیه استفاده از هوای غنی‌شده
هدف اولیه استفاده کردن از هوای غنی‌شده در هنگام غواصی بالا بردن  مدت‌زمان غواصی بدون محدودیت رفع فشار می‌باشد . همان‌طور که می‌دانید بدن ما در هنگام غواصی و تنفس نمودن هوای فشرده شروع به جذب نیتروژن می‌کند و این عمل مادامی‌که ما مشغول به غواصی هستیم ادامه دارد اما زمانی که ما شروع به صعود به سطح آب می‌کنیم بدن ما از طریق تنفس شروع به دفع نیتروژن می‌کند . ولی همان‌طور که می‌دانید با استفاده از جدول RDP و همچنین کامپیوترهای غواصی خطر ابتلا به بیماری رفع فشار کاهش می‌یابد ولی هیچ‌وقت از بین نمی‌رود
با استفاده از هوای غنی‌شده  در هنگام غواصی در معرض فشار کمتری از نیتروژن بوده و همچنین به علت جذب بیشتری از اکسیژن نیتروژن کمتری توسط بدن جذب می‌شود . این بدان معناست که شما زمان بیشتری می‌توانید غواصی کنید و نگرانی برای ابتلا به بیماری رفع فشار نداشته باشید
همچنین به علت جذب کمتر نیتروژن در غواصی شما نیاز به زمان استراحت بر سطح کمتری خواهید داشت چون سطح نیتروژن در بدن شما به نسبت غواصی با هوا پائین تر است
بر اساس آزمون اداره ملی اقیانوسی و جوی (NOAA) و آزمایش نیروی دریایی ایالات‌متحده که قدمت بیش از 50 سال، و 20 سال تجربه‌دارند و توسط هزاران غواص به‌صورت عملی تجربه‌شده است غواصی با هوای غنی‌شده برای رفع فشار مطمئن‌تر و قابل‌اطمینان‌تر نسبت به هوای فشرده می‌باشد . چون به‌مانند استفاده از اکسیژن خالص در رفع فشار در شرایط مطلوب است ولی هوای غنی‌شده دارای درصد بیشتری اکسیژن به نسبت هوا می‌باشد
برای استفاده از هوای غنی‌شده  باید :
1- کامپیوتر غواصی خود را تنظیم کنید
2- از جداول مربوط به هوای غنی‌شده استفاده کنید
3- از محدودیت‌های غواصی با هوای غنی‌شده آگاه باشید
4-  بسته به عمق و زمان غواصی از هوای غنی‌شده مناسب استفاده کنید
تغییر محدودیت‌های توقف در غواصی با استفاده از هوای غنی‌شده  
ازآنجاکه جذب نیتروژن کمتر با استفاده از هوای غنی‌شده  اتفاق می‌افتد پس خطر ابتلا به بیماری رفع فشار کاهش می‌یابد ولی این به معنی دفع کامل خطر ابتلا به بیماری نیست و هر مقدار اندکی از نیتروژن در بدن می‌تواند مشکل‌ساز و خطرناک باشد
برآوردهای آماری
ابتلا به بیماری DCS   توسط غواصی با هوا شامل 16 نفر در هر 100 هزار نفر
ابتلا به بیماری DCS   توسط غواصی با هوای غنی‌شده  شامل 1 نفر در هر 100 هزار نفر
این نشان می‌دهد هوای غنی‌شده ایمن‌تر از هوا می‌باشد و خطر ابتلا به بیماری DCS را کاهش می‌دهد و غواصی نمودن با هوای غنی‌شده در داخل و یا نزدیک به محدودیت‌های غواصی با هوا می‌تواند ایمن‌تر باشد به‌شرط رعایت نکات مهم و ضروری آن
از عوامل مؤثر برای ابتلا به بیماری DCS  می‌توان به : سن بالا ، چاقی ، کم‌آبی بدن ، گردش خون ضعیف ، الکل ، خستگی ، فعالیت زیاد ، سرما ، غوص های تکراری نام برد